# Mistrzostwa Europy w biegu 24-godzinnym 2012
18. Mistrzostwa Europy w biegu 24-godzinnym 2012 – zawody lekkoatletyczne, które odbyły się 8 i 9 września 2012 w Katowicach.
Polska drużyna mężczyzn zdobyła brązowy medal, a Piotr Sawicki brązowy medal indywidualnie.

## Medaliści
|                         | 1. miejsce                                                         | Rezultat   | 2. miejsce                                                                 | Rezultat   | 3. miejsce                                                         | Rezultat   |
| Mężczyźni indywidualnie | Florian Reus                                                       | 261,718 km | Ludovic Dilmi                                                              | 257,819 km | Piotr Sawicki                                                      | 254,093 km |
| Mężczyźni drużynowo     | Niemcy 1. Florian Reus · 2. Michael Vanicek · 3. Patrick Hösl      | 759,457 km | Francja 1. Ludovic Dilmi · 2. Emmanuel Fontaine · 3. Jean-Francois Harruis | 756,710 km | Polska 1. Piotr Sawicki · 2. Andrzej Radzikowski · 3. Paweł Szynal | 741,267 km |
| Kobiety indywidualnie   | Michaela Dimitriadu                                                | 244,232 km | Emily Gelder                                                               | 238,875 km | Cecile Nissen                                                      | 234,524 km |
| Kobiety drużynowo       | Francja 1. Cecile Nissen · 2. Anne-Marie Vernet · 3. Pascale Bouly | 666,503 km | Wielka Brytania 1. Emily Gelder · 2. Debbie Martin-Consani · 3. Sharon Law | 666,461 km | Niemcy 1. Melanie Straß · 2. Antje Krause · 3. Marika Heinlein     | 651,221 km |

## Reprezentacja Polski

### Mężczyźni
Drużyna mężczyzn zajęła 3. miejsce z wynikiem 741,267 km
| Miejsce | Zawodnik            | Klub                 | Rezultat   |
| 3.      | Piotr Sawicki       | AKL Ursynów Warszawa | 254,093 km |
| 8.      | Andrzej Radzikowski | LKS Olymp Błonie     | 249,809 km |
| 19.     | Paweł Szynal        | LKS Olymp Błonie     | 237,365 km |
| 28.     | Tomasz Kuliński     | WKB Meta Lubliniec   | 227,120 km |
| 37.     | Ireneusz Czapiga    | TS AKS Chorzów       | 218,879 km |
| 40.     | Waldemar Pędzich    | LKS Kurp Ostrołęka   | 217,060 km |
| 47.     | Marcin Sieja        | Agros Żary           | 206,203 km |
| 69.     | August Jakubik      | TL Pogoń Ruda Śląska | 192,144 km |

### Kobiety
Drużyna kobiet zajęła 11. miejsce z wynikiem 556,233 km
| Miejsce | Zawodniczka         | Klub                    | Rezultat   |
| 12.     | Aleksandra Niwińska | AZS AWF Katowice        | 214,037 km |
| 31.     | Dorota Szeszko      | AZS AWF Katowice        | 190,799 km |
| 56.     | Alicja Banasiak     | KS Sprint Bielsko-Biała | 151,397 km |
| 56.     | Agnieszka Mizera    | AZS AWF Katowice        | 151,397 km |